# Seznam mostov čez Sotlo
Seznam mostov čez Sotlo.

## Seznam
| #   | Slika | Naselje                               | Koordinate                                                        | Opombe                                  |
| --- | ----- | ------------------------------------- | ----------------------------------------------------------------- | --------------------------------------- |
| 1.  |       | Trlično–Hromec                        | 46°12′44″N 15°46′36″E / 46.21231679665606°N 15.77678116146542°E   | Železniška proga Grobelno–Rogatec–d. m. |
| 2.  |       | Dobovec pri Rogatcu–Lupinjak          | 46°12′33″N 15°46′05″E / 46.20923693717744°N 15.76798104337051°E   | Mejni prehod Dobovec                    |
| 3.  |       | Dobovec pri Rogatcu–Klenovec Humski   | 46°12′59″N 15°43′48″E / 46.21637134779407°N 15.72993799311211°E   |                                         |
| 4.  |       | Rogatec–Hum na Sutli                  | 46°13′21″N 15°42′20″E / 46.222416630367746°N 15.705635826533571°E |                                         |
| 5.  |       | Rogatec–Hum na Sutli                  | 46°13′23″N 15°42′00″E / 46.22293350688307°N 15.699915760122394°E  | Mejni prehod Rogatec                    |
| 6.  |       | Rajnkovec–Mali Tabor                  | 46°12′48″N 15°38′45″E / 46.21328354639237°N 15.645850082660608°E  | Mejni prehod Rajnkovec                  |
| 7.  |       | Pristavica–Zalug                      | 46°12′03″N 15°38′49″E / 46.20086353995156°N 15.646921890094179°E  | Pregrada Prišlin (jez z nadhodom)       |
| 8.  |       | Vonarje–Harina Žlaka                  | 46°10′07″N 15°36′38″E / 46.168581370462555°N 15.610446189556797°E |                                         |
| 9.  |       | Podčetrtek–Harina Žlaka               | 46°09′53″N 15°36′25″E / 46.16463015338669°N 15.606865055482913°E  | brv                                     |
| 10. |       | Podčetrtek–Luke Poljanske             | 46°09′36″N 15°36′27″E / 46.15986311868903°N 15.607432070191882°E  | Mejni prehod Podčetrtek                 |
| 11. |       | Imeno–Bratkovec                       | 46°08′33″N 15°36′03″E / 46.14241030759663°N 15.600969327973107°E  |                                         |
| 12. |       | Imeno–Poljana Sutlanska               | 46°07′43″N 15°36′42″E / 46.1286835411385°N 15.611561017866919°E   | Mejni prehod Imeno                      |
| 13. |       | Plavić                                | 46°06′57″N 15°36′22″E / 46.11585235602578°N 15.606126144970931°E  | Železniška proga Savski Marof–Kumrovec  |
| 14. |       | Sedlarjevo–Plavić                     | 46°05′59″N 15°36′54″E / 46.0998423370247°N 15.615058965313587°E   | Mejni prehod Sedlarjevo                 |
| 15. |       | Dekmanca–Zagorska Sela                | 46°05′09″N 15°37′43″E / 46.08591697617973°N 15.628549138264235°E  |                                         |
| 16. |       | Polje pri Bistrici–Razvor             | 46°04′14″N 15°39′39″E / 46.070424473591544°N 15.66090258349858°E  | Mejni prehod Bistrica ob Sotli          |
| 17. |       | Kunšperk–Risvica                      | 46°03′45″N 15°41′42″E / 46.06243064126841°N 15.69504575341739°E   |                                         |
| 18. |       | Kunšperk–Risvica                      | 46°03′37″N 15°42′09″E / 46.06036841389533°N 15.702466715497119°E  | Železniška proga Savski Marof–Kumrovec  |
| 19. |       | Kunšperk–Risvica                      | 46°03′32″N 15°42′43″E / 46.05875233273284°N 15.711898269163477°E  | Železniška proga Savski Marof–Kumrovec  |
| 20. |       | Kunšperk–Mihanovićev Dol              | 46°03′29″N 15°42′53″E / 46.0579977842013°N 15.71484900580234°E    | Železniška proga Savski Marof–Kumrovec  |
| 21. |       | Orešje na Bizeljskem–Mihanovićev Dol  | 46°02′43″N 15°43′50″E / 46.04529180037343°N 15.73047484103943°E   | Mejni prehod Orešje                     |
| 22. |       | Nova vas ob Sotli–Draše               | 46°00′16″N 15°42′44″E / 46.004467483227494°N 15.712148858035794°E | Mejni prehod Nova vas ob Sotli          |
| 23. |       | Stara vas - Bizeljsko–Donji Čemehovec | 45°58′31″N 15°42′23″E / 45.97520563540001°N 15.706399417758373°E  | Mejni prehod Stara vas Bizeljsko        |
| 24. |       | Rakovec                               | 45°55′15″N 15°42′15″E / 45.920717898628816°N 15.704196010407891°E | Mejni prehod Rakovec                    |
| 25. |       | Rigonce–Harmica                       | 45°53′32″N 15°41′03″E / 45.892096362081034°N 15.684200366618539°E | Mejni prehod Rigonce                    |
| 26. |       | Ključ Brdovečki                       | 45°53′22″N 15°41′01″E / 45.88951194637219°N 15.683748116065773°E  | Železniška proga Savski Marof–Zagreb    |
| 27. |       | Ključ Brdovečki                       | 45°52′47″N 15°41′06″E / 45.87980342385983°N 15.685005919911426°E  |                                         |